# Deutsche Gesellschaft für Prävention und Rehabilitation von Herz-Kreislauferkrankungen
Die Deutsche Gesellschaft für Prävention und Rehabilitation von Herz-Kreislauferkrankungen e.V. (DGPR) ist der medizinisch-wissenschaftliche Dachverband für alle Bereiche der Prävention sowie der ambulanten und stationären Rehabilitation im Herz-Kreislauf-Bereich. Mitglieder sind die in der kardiologischen Prävention und Rehabilitation tätigen Ärzte, die Landesorganisationen als Träger der Herzgruppen auf Länderebene und die kardiologischen Rehabilitationskliniken und Institutionen verwandter Zielsetzung.
Die DGPR ist Mitglied der Arbeitsgemeinschaft der Wissenschaftlichen Medizinischen Fachgesellschaften seit 2007, des Deutschen Netzwerk Versorgungsforschung, der Bundesvereinigung Prävention und Gesundheitsförderung und korrespondierendes Mitglied der Deutschen Gesellschaft für Kardiologie – Herz- und Kreislaufforschung.

## Ziele und Aktivitäten
Die Erforschung und Erarbeitung neuer Methoden in der Behandlung von Herz- und Kreislaufkrankheiten gehören zu den Zielen ebenso wie deren Umsetzung und Verbreitung. Hinzu kommen unter anderem gutachterliche Tätigkeit, die Herausgabe von schriftlichen Informationen sowie die Veranstaltung von Seminaren, Tagungen, Kongressen wie auch von Aus- und Fortbildungsveranstaltungen.

## Leitlinien
Die Gesellschaft beteiligt sich an der Entwicklung medizinischer Leitlinien im Rahmen des Leitlinienprogramms der AWMF.

## Publikationsorgane
Organe der DGPR sind die Zeitschriften Clinical Research in Cardiology (Springer Verlag GmbH, Heidelberg), herzmedizin (Mediengruppe Oberfranken – Buch und Fachverlage GmbH & Co. KG, Kulmbach) und Diabetes, Stoffwechsel und Herz (Kirchheim-Verlag, Mainz). Die DGPR arbeitet darüber hinaus eng mit der Fachzeitung Cardio News (Springer Medizin Urban & Vogel GmbH, München) zusammen. Für die Mitglieder der DGPR wird die Mitgliederinformationsschrift DGPR-INTERN herausgegeben.

## Peter-Beckmann-Medaille
Die Gesellschaft zeichnet seit 1989 mit der Peter-Beckmann-Medaille Persönlichkeiten aus, die sich um die Prävention und Rehabilitation von Herz-Kreislauferkrankungen herausragende Verdienste erworben haben. Mit der Verleihung ist gleichzeitig die Ehrenmitgliedschaft der DGPR verbunden. Die Auszeichnung ist benannt nach Peter Beckmann, einem der Mitbegründer des „Vereins für Rehabilitation“, der Vorläuferorganisation der DGPR.

### Preisträger
- 2024: Thomas Meinertz, Hamburg
- 2023: Karl-Heinz Ladwig, München[7]
- 2022: Michael Keck, Bad Kreuznach[8]
- 2021: Herbert Löllgen, Remscheid
- 2020: keine Verleihung
- 2019: Harry W. Hahmann, Isny[9]
- 2018: Birna Bjarnason-Wehrens, Köln[10]
- 2017: Dieter Jeschke, Gröbenzell
- 2016: Franz Theisen, München
- 2015: Bernhard Rauch, Freiburg[11]
- 2014: Gernot Klein, Bernried[12]
- 2013: Bernd Krönig, Trier[13]
- 2012: Christiane Korsukéwitz, Berlin[14]
- 2011: Kurt Bestehorn, Zell[15]
- 2010: Wolfgang Langosch, Stauffen[16]
- 2009: Klaus Held, Göttingen[17]
- 2008: Helmut Gohlke, Bad Krozingen[18]
- 2007: Werner Benzer, Feldkirch (Österreich)
- 2006: Peter Mathes, Feldafing und Hugo Saner, Bern/Olten (Schweiz)
- 2005: Ferdinand Schliehe, Osnabrück und Hermann Weidemann, Freiburg[19]
- 2004: Friedrich Wilhelm Schwartz, Hannover
- 2003: Otto A. Brusis, Königsfeld[20]
- 2002: Neil B. Oldridge, Indianapolis (USA)[21]
- 2001: Rainer Buchwalsky, Bad Rothenfelde[22]
- 2000: Ortrud Grön, Seeshaupt[23]
- 1999: Ladislaus Samek, Sulzburg[24]
- 1998: Karl Otto Hartmann, Schorndorf[25]
- 1997: Stanley Ernest Strauzenberg, Kreischa
- 1996: Dean Ornish, San Francisco (USA)
- 1995: Kurt König, Freiburg[26]
- 1994: Hans-Georg Ilker, Hamburg
- 1993: Klaus Donat, Hamburg[27]
- 1992: H.K. Hellerstein, Cleveland/Ohio (USA)[28]
- 1991: Max Joseph Halhuber, Bad Berleburg
- 1990: Karl Traenckner, Wiesbaden[29]
- 1989: Fritz Matzdorff, Bad Nauheim / Murnau[30]